# Trümmermädchen – Die Geschichte der Charlotte Schumann
Trümmermädchen – Die Geschichte der Charlotte Schumann (Arbeitstitel Die Geschichte des Trümmermädchens Charlotte Schumann, internationaler Titel Trümmermädchen – Germany Year Zero) ist ein deutscher Spielfilm unter der Regie von Oliver Kracht aus dem Jahr 2021. Der Film feierte am 28. Oktober 2021 auf den Hofer Filmtagen Weltpremiere. Der Kinostart war am 24. März 2022 auf dem Label Artkeim² im Verleih von UCM.ONE.

## Inhalt
Der Film spielt in der Nachkriegszeit in Deutschland und thematisiert vor diesem Hintergrund die Rolle der Frau. 
Charlotte (Lotte, Charly) Schumann ist vom Kriegsheimkehrer Ludwig schwanger, dem Sohn eines Textilfabrikanten. Er steht weder zu ihr noch zu seinem Kind, sucht jedoch immer wieder den Kontakt zu ihr. Sie sieht einen Ausweg in einem sogenannten Fräuleinkurs, in dem angeblich die Schauspielerin Gloria Deven im Theater Proto jungen Mädchen beibringt, wie sie Männer für sich gewinnen können. Gloria verfolgt jedoch in Wirklichkeit das Ziel, die fünf jungen Teilnehmerinnen schonungslos mit der Wahrheit über ihre Situation zu konfrontieren, um sodann ihre Emanzipation und Selbständigkeit zu fördern und sie von Männern unabhängig zu machen.
In der ersten Stunde mit dem Titel Der Ursprung jeglichen Übels stellt Gloria die These auf, Männer hätten in der Geschichte das Matriarchat abgeschafft, um Frauen zu einem Symbol zu machen. Corinna gesteht, dass ihr Vater eine sexuelle Beziehung zu ihr unterhalte und ihr schmeichle, sie sei seine Königin. Gloria macht ihr klar, dass nicht sie, sondern der Vater sich falsch verhalte und dass sie den Vater anzeigen müsse, um die jüngeren Schwestern zu schützen. Sie bietet an, die junge Frau zur Polizei zu begleiten. Gloria selbst soll zum Idol hochstilisiert werden: Der amerikanische Regisseur John Miller bietet ihr die Hauptrolle in einem Spielfilm an, der im Nachkriegsdeutschland spielt und eine neue weibliche Leitfigur für die Deutschen schaffen soll: Ein einfaches Mädchen. Um engagiert werden zu können, braucht Gloria jedoch bis zum Casting eine Freigabe der Spruchkammer. Sie hat nämlich in nationalsozialistischen Propagandafilmen mitgespielt, behauptet aber, im letzten Kriegsjahr nur an einem kleinen Theater aufgetreten zu sein, das nicht mehr existiert. Zeugen hierfür fehlen jedoch.
Die zweite Stunde mit dem Titel Die Gärten der Seele legt offen, dass die Kontrolle über die Lust zu Macht führt. Gloria versetzt Charlotte in Trance und bringt sie dazu zu erzählen, dass sie seit einem Kriegserlebnis nicht mehr zu masturbieren wagt: Während eines Bombenangriffs masturbierte sie, wurde verschüttet und so von ihrer Mutter gefunden. Diese sprach daraufhin bis Kriegsende nicht mehr mit ihr. Gloria beeinflusst Lottes Unbewusstes so, dass diese ihre Lust wieder auszuleben wagt.
In der dritten Stunde mit dem Titel Die Wahrheit und nichts als die Wahrheit wird Karins Geschichte ans Tageslicht gebracht: Sie hat Zwillinge von einem Mann, der sie schon vor der Geburt der Kinder verlassen hat. Da die Kinder immer wieder nach ihrem Vater fragten, erfand Karin einen Vater – sie schrieb den Kindern zu Weihnachten als ihr „Vati“ und erzählte ihnen, er sei im Gulag. Männern gegenüber gab sie die Kinder als Flüchtlingskinder aus, um die sie sich kümmert, um deren Interesse an ihr nicht aufs Spiel zu setzen. Gloria bringt Karin dazu, den Kindern die Wahrheit zu sagen, damit sie sich nicht mehr schwach und schuldig fühlen muss. Dieses Vorgehen spaltet die Gruppe: Pauline unterstützt Gloria, aber Charlotte und Corinna sind der Meinung, Karin wisse selbst am besten, was gut für ihre Kinder sei. In der Garderobe eskaliert der Streit: Corinna outet Pauline als Lesbe und beleidigt sie massiv. Die folgende tätliche Auseinandersetzung wird von Gloria beendet.
In der vierten Stunde zum Thema Die Neuerfindung des Rades werden die fünf Teilnehmerinnen mit Männern konfrontiert, die im Proto unter Aufsicht von amerikanischen Soldaten einen Film über die Verbrechen der Nationalsozialisten in den Konzentrationslagern ansehen müssen, ohne den Raum verlassen zu dürfen. Die jungen Frauen haben sich attraktiv zurechtgemacht und außerdem von Gloria Kokain verabreicht bekommen, sodass sie sehr selbstbewusst auftreten. Charlotte entwischt mit Ludwig in den Vorführraum, wo sie ihm klarmacht, dass er sie jetzt ebenso oral befriedigen soll wie sie es bei ihm getan habe. Er lässt sich darauf ein. Die beiden werden von Ludwigs Vater gestört, der seinen Sohn ohrfeigt und mitnimmt. Die Frauen feiern ohne Männer weiter. Plötzlich steht Hans im Zimmer: Kriegsheimkehrer mit einem Armstumpf und der ehemalige Ehemann von Gloria, die mit bürgerlichem Namen Grete heißt. Sie will ihn verstecken, da die Amerikaner ihn andernfalls in ein Kriegsgefangenenlager bringen würden.
Das Motto der folgenden Stunde Und ich will Feindschaft setzen zwischen dir und der Frau wird durch eine Szene vorbereitet, in der Evi sich gegen Männer, die sie auf der Straße küssen wollen, nicht zur Wehr setzt. Gloria lehrt die Frauen, Männer durch manuelle Penisstimulation zu reizen und ihnen zu schmeicheln, aber vor dem Höhepunkt abzubrechen, um die Macht über sie zu behalten. Pauline erzählt, dass sie nach dem Einmarsch der Besatzungsmacht von einem amerikanischen Soldaten anal vergewaltigt wurde. Nun gehen die Frauen kämpferisch nach draußen, sprühen feministische Parolen an die Wände und überschütten Männer mit roter Farbe. Evi tut sich hierbei besonders hervor. Aus der anfangs unsicheren und stotternden Lotte ist eine emanzipierte Frau geworden und auch die anderen haben andere Pläne als die Heirat: Corinna will Reporterin werden und Karin möchte Politik studieren.
In der nächsten Stunde Das andere Geschlecht klärt Hans die jungen Frauen über Glorias Vergangenheit auf: Die beiden seien verheiratet gewesen, doch Gloria (Grete) habe sich von ihm scheiden lassen, als er zum Kriegsdienst eingezogen wurde.
In der vorletzten Stunde Vom Glauben an das Gute inszeniert Gloria ein Experiment: Ludwigs Treue zu Charlotte, die inzwischen mit Ludwig verlobt ist, wird durch Evi auf die Probe gestellt, während die Frauen im Zuschauerraum sind. Ludwig versagt, die Frauen verprügeln ihn. Gloria droht Hans, er solle aus Proto verschwinden, sonst sei er der nächste. Er würgt Gloria, die Mädchen fesseln ihn ans Bett. Gloria nimmt bei Charlotte die Abtreibung vor. Die jungen Frauen haben inzwischen wahrheitswidrig bei den Behörden ausgesagt, sie hätten Gloria im letzten Kriegsjahr am Theater gesehen, sodass diese nun zum Casting zugelassen ist. Charlotte belauscht, wie Gloria beim Casting vor Miller die Geschichten der Kursteilnehmerinnen ausbeutet, indem sie deren intimste Erlebnisse erzählt und ihre Sprechweise imitiert. Miller ist begeistert, Charlotte fühlt sich verraten.
Charlotte, sehr selbstbewusst, lockt Miller ins Proto und versucht, von ihm die eigentlich Gloria zugedachte Rolle zu bekommen, was jedoch scheitert.
In der letzten Stunde Der Königin ihr Kind erfährt Charlotte, an einen Stuhl gefesselt, von Hans mehr über Gloria. Ihr Vater habe Sex mit ihr gehabt, die Stiefmutter sie gehasst und der Vater sie in die Stadt gebracht, wo Hans ihr das Proto gezeigt und sie so gerettet habe. Trotz ihrer Engagements in Propagandafilmen sei sie in ein Konzentrationslager gekommen, dort aber die Geliebte und später die Ehefrau des Kommandanten geworden. Hans ist sich sicher, dass Gloria mit ihm nach Argentinien gehen wird. Als er nicht zulassen will, dass sie stattdessen die Filmrolle annimmt, erschießt sie ihn.
Als Gloria schließlich doch die Rolle ablehnt, bietet John Miller Charlotte an, den Part zu übernehmen. Er sucht sie für das Angebot auf, als sie gerade zusammen mit anderen Frauen Kriegsschutt aufräumt. Jetzt lehnt sie das Engagement ab, weil sie dort wieder in die traditionelle Frauenposition gezwängt werden würde, die sie gerade  hinter sich gelassen hat; dies sei auch der Grund, warum Gloria abgelehnt habe. Die Zeit der Männer sei vorbei. Während Pauline, Evi, Karin und Corinna sich verlobt haben, hat Charlotte sich von der traditionellen Frauenrolle verabschiedet.

## Hintergrund
Das Drehbuch stammt von Oliver Kracht, der auch Regie führte. Trümmermädchen ist Krachts Abschlussfilm.
Produziert wurde Trümmermädchen – Die Geschichte der Charlotte Schumann von Simon J. Buchner. Produktionsfirma war die Simonsays.pictures GmbH, der SWR (Südwestrundfunk) war an der Produktion beteiligt und mit der Filmakademie Baden-Württemberg bestand eine Kooperation. Gedreht wurde im Studio in Ludwigsburg vom 14. Mai bis 27. Juni 2019. Verleih des Films ist UCM.ONE.
Der Film feierte am 28. Oktober 2021 auf den Hofer Filmtagen Weltpremiere. Der Kinostart ist für Anfang 2022 geplant.

## Auszeichnungen
- 2019 (Berlinale): Oliver Kracht: Thomas Strittmatter Preis
- 2021: Yvonne Leuze: Bild-Kunst-Förderpreis für das beste Drehbuch bei den Hofer Filmtagen[7]
- 2021: Sabrina Krämer und Hannah Ebenau: Bild-Kunst-Förderpreis für das beste Kostümbild bei den Hofer Filmtagen
- 2021: Laura Balzer: Götz-George-Nachwuchspreis (nominiert)[8]

## Rezeption
Die Presse zeigt sich nach dem Kinostart begeistert. So schreibt Stefanie Borowsky vom Indiekino Magazin: „Kracht bricht mit allen Erwartungen an Geschichten über „Trümmerfrauen“ und inszeniert ein theatrales Feuerwerk zwischen Farb- und Schwarzweißfilm, Gestern und Heute, Archivaufnahmen und Metaebenen, auf denen Filmcharaktere plötzlich das Drehbuch lesen. […] Trümmermädchen zeigt knallharten Feminismus im Nachkriegsdeutschland – nicht selten grotesk, gewaltbereit und gewöhnungsbedürftig, aber vor allem: genial.“
Anna Steinbauer auf Süddeutsche.de berichtet ebenso positiv: „Deutschland nach 1945. Ein Land liegt in Trümmern, und die Frauen bauen es wieder auf. So lautet zumindest das Narrativ, das Regisseur Oliver Kracht in seinem krachenden Spielfilmdebüt genüsslich aushöhlt: Wiederhergestellt oder sogar erst erweckt werden in dem beachtenswerten Film, der zugleich Rollenspiel, Drama und Therapiestunde ist, vor allem weibliches Selbstverständnis und Macht. In dem angeblichen „Fräuleinkurs“ der Schauspielerin Gloria lernen fünf junge, kriegsgebeutelte Frauen Emanzipation – auf schmerzhafte, unterhaltsame und visuell berauschende Weise.“
Falk Straub von Kino-zeit.de betont: „Nicht nur, aber vor allem im deutschen Kino sind sie selten geworden: Filme, die zertrümmern. Die mit Erzählkonventionen und Sehgewohnheiten brechen und das Publikum mit den Scherben zurücklassen. Im besten Fall entsteht aus den Bruchstücken etwas Neues. Oliver Krachts Langfilmdebüt zählt dazu. Es drischt auf vieles ein: das Patriarchat, den Historienfilm, Heimatkitsch – und dürfte damit nicht wenige im Publikum perplex zurücklassen.“
Die Kritikerin Alexandra Wach vom Filmdienst zeigt sich begeistert von den Schauspielerinnen und der Regie: „Für die jungen Schauspielerinnen, neben Laura Balzer sind dies Anna Gesa-Raija Lappe, Lara Feith, Lena Urzendowsky und Katja Hutko, ist dieser übersteigerte Emanzipationshybrid zwischen Kostümfilm, Videoclip und zeitgeistigem Märchen ein Fest, das sie in allen emotionalen Hochs und Tiefs als Visitenkarte zu nutzen wissen. […] Nicht zu vergessen der Mann am Ende dieser aus dem üblichen Absolventenrahmen herausfallenden Verwertungskette: Oliver Kracht gibt sich auf der Höhe der Zeit als Feminist, der in seinem Drehbuch die Vergangenheit zum Spiegelbild der gar nicht so weit entfernten Gegenwart macht, wenn man auf die Position der Frauen generell oder die Rückkehr autoritär-populistischer Versuchungen schaut.“
Und Felix Müller von der Berliner Morgenpost vergibt 4 von 4 Sternen: „Und so wird diese rasant erzählte Geschichte abseits der traditionellen Erzählmuster, mit viel Tempo und stilistischer Experimentierfreude zur Geschichte junger Frauen, die den Männern im Zweifelsfall lustvoll zwischen die Beine treten. „Trümmermädchen“ ist das Regiedebüt von Oliver Kracht, der auch das inzwischen preisgekrönte Drehbuch schrieb. Ein künstlerisch kompromissloser, kraftvoller Film, der nebenher dem deutschen Historienkino neue Wege weist.“